# Reaktionsfunktion
Als Reaktionsfunktion bezeichnet man in der Spieltheorie eine mathematische Funktion, die angibt, welche Strategie ein Spieler optimalerweise wählen sollte, gegeben die (beobachtete oder erwartete) Strategie des (der) anderen Spieler(s). Reaktionsfunktionen modellieren so beispielsweise in der Preistheorie das reaktive Verhalten oligopolistischer Anbieter (Oligopol).
Reaktionsfunktionen werden auch als Beste-Antwort-Funktionen (best-response function oder best-reply function) oder Antwortfunktionen bezeichnet (siehe Beste Antwort).
Obwohl die Bezeichnung Reaktionsfunktion allgemein üblich ist, führt sie etwas in die Irre. Eine Reaktion im eigentlichen Sinne des Wortes ist den Unternehmen nämlich gar nicht möglich, denn die Wahl des Kontrahenten – gleich ob sie dessen Angebotsmenge oder Preis betrifft – ist beim Treffen der eigenen Entscheidung unbekannt.

## Beispiel

Reaktionsfunktionen im Beispiel

Man betrachte folgendes einfaches Spiel: In einer antiken Kleinstadt gibt es genau zwei Fischer mit je einem Boot; eine Möglichkeit, gefangenen Fisch aufzubewahren, gibt es nicht, das heißt, jeder gefangene Fisch wird morgens entweder verkauft oder muss vernichtet werden. Zudem gibt es stets hinreichend viel Fisch im Meer. Der Preis für jeden verkauften Fisch bildet sich jeden Morgen am Markt, und den Fischern ist bewusst, dass der Stückpreis umso niedriger ausfällt, je mehr insgesamt auf dem Markt angeboten wird. Tatsächlich kommen die Fischer mit der Zeit darauf, dass der Preis p wie folgt von der gesamten angebotenen Menge qA + qB abhängt: p = 40 − (qA + qB). Die beiden Fischer sind bei ihrer Tätigkeit unterschiedlich effizient: Fischer A benötigt für das Fangen eines Fisches dreimal so lange wie Fischer B und hat deshalb dreimal so hohe Kosten wie B (6 statt 2 Geldeinheiten).
Die folgenden Funktionen stellen den Gewinn von A und B in Abhängigkeit von der selbst angebotenen Menge dar:
{\displaystyle \pi _{A}\left(q_{A}\right)=(p-6)\cdot q_{A}=\left[\left(40-q_{A}-q_{B}\right)-6\right]\cdot q_{A}=34q_{A}-q_{A}^{2}-q_{A}q_{B}}
{\displaystyle \pi _{B}\left(q_{B}\right)=(p-2)\cdot q_{B}=\left[\left(40-q_{A}-q_{B}\right)-2\right]\cdot q_{B}=38q_{B}-q_{B}^{2}-q_{A}q_{B}}
Man beachte, dass die Angebotsmenge des jeweils anderen hier stets als exogen gegeben unterstellt wird; die beiden Fischer können nur über die eigene Menge entscheiden. Sie wählen diese zudem allmorgendlich in Unkenntnis der von ihrem Konkurrenten gewählten Menge (simultane Wahl). Jeder Fischer maximiere nun seinen Gewinn, gegeben die vom anderen Fischer angebotene Menge (diese Überlegung ist aufgrund der Unkenntnis dieser Menge zunächst nicht besonders aussagekräftig). Sie führt aber auf folgenden Bedingungen erster Ordnung:
Für A: {\displaystyle \pi _{A}'(q_{A})=0\Rightarrow 34-2q_{A}-q_{B}=0\Rightarrow q_{A}^{*}=17-0.5q_{B}}
Für B: {\displaystyle \pi _{B}'(q_{B})=0\Rightarrow 38-2q_{B}-q_{A}=0\Rightarrow q_{B}^{*}=19-0.5q_{A}}
Die Grundidee einer Reaktionsfunktion besteht nun darin, diese Optimalitätsbedingung in Abhängigkeit von der Mengenwahl des Konkurrenten zu schreiben. Es sind dann
{\displaystyle BR_{A}(q_{B})=17-0.5q_{B}}
{\displaystyle BR_{B}(q_{A})=19-0.5q_{A}}
die jeweiligen Reaktionsfunktionen von A bzw. B. Sie geben an, welche Menge ein gewinnmaximierender Spieler wählen sollte, gegeben die gewählte Menge des anderen Spielers. Analog zur obigen Anmerkung könnte man davon ausgehen, dass diese Formulierung abermals nicht aussagekräftig ist, weil ja die Mengenwahl des Konkurrenten gerade gar nicht bekannt ist; die Angebotsmenge des jeweils anderen kann man aber auch beispielsweise als Vermutung über die tatsächliche Angebotsmenge interpretieren.
In dieser Lesart eignen sich die Reaktionsfunktionen beispielsweise auch im Besonderen dazu, das Finden des Nash-Gleichgewichts dieses Spiels zu visualisieren. Im Nash-Gleichgewicht spielen beide Spieler die jeweils besten Antworten (mutually best responses). Dies bedeutet aber nichts anderes, als dass jede im Nash-Sinne gleichgewichtige Mengenkombination (qA,qB) auf der Reaktionsfunktion von A und B liegen muss – graphisch heißt dies bei entsprechender Darstellung im Koordinatensystem, dass es sich beim Gleichgewicht um einen Schnittpunkt der beiden Reaktionsfunktionen handeln muss. Im obigen Beispiel wäre das (einzige) Nash-Gleichgewicht folglich leicht durch Einsetzen einer Gleichung in die andere ermittelbar (hier also qA=10 und qB=14).

## Beste-Antwort-Korrespondenz
Man spricht statt von einer Reaktions- bzw. Beste-Antwort-Funktion von einer Beste-Antwort-Korrespondenz (best-reply correspondence), wenn ein Strategieprofil der anderen Spieler existiert, auf das mehrere Strategien (bzw. hier Aktionen) eine beste Antwort sind. Beispielsweise lautet in einem simultanen Spiel mit der Payoff-Struktur
| Spieler 1 / Spieler 2 | a      | b     |
| --------------------- | ------ | ----- |
| A                     | –4; 3  | 2; 5  |
| B                     | –4; –4 | –8; 2 |

die Beste-Antwort-Korrespondenz von Spieler 1 (in Abhängigkeit von der Aktion {\displaystyle s_{2}} seines Gegenspielers)
{\displaystyle BR_{1}(s_{2})={\begin{cases}\{A,B\}&\mathrm {falls} \;s_{2}=a\\\{A\}&\mathrm {falls} \;s_{2}=b\end{cases}}}.